# Massey Sahib
Massey Sahib ist eine indische Tragikomödie von Pradip Krishen aus dem Jahr 1986.

## Handlung
Der Inder Francis Massey arbeitet 1929 als Schreiber in einem Büro der britisch-indischen Kolonialverwaltung in Seopore – einem kleinen Ort in der zentralindischen Wildnis, was ihm unter den Einheimischen den Namen „English Type Babu“ einbrachte. Er bewundert die Briten, fühlt sich ihnen als einziger indischer Christ im Ort besonders nahe und imitiert deren Kleidungsstil. Diese Gemeinsamkeiten geben ihm ein Überlegenheitsgefühl gegenüber den anderen Indern, er verkennt jedoch die Grenzen seiner Fähigkeiten. Im Privaten hat er große Probleme, sich finanziell über Wasser zu halten. Er leiht sich Geld von allen Seiten, um fällige Schulden zurückzuzahlen, und lebt dennoch über seine Verhältnisse. Nur sein Improvisationstalent und seine Überredungskünste halten diese Lebensweise am Laufen.
Als sein unbequemer Vorgesetzter Hammond durch Charles Adam ersetzt wird, wittert Massey eine Chance sich anzubiedern. Er hilft Adam bei dessen Ambitionen, eine befestigte Straße durch den Dschungel zu bauen, wo er nur kann. Beide Männer hegen auch wegen beidseitig bevorstehender Eheschließung – Massey mit der Stammesfrau Saila und Adam mit der Anglo-Inderin Ruth Thapar – eine persönliche Sympathie füreinander. Sailas Familie erpresst von Massey auch nach der Hochzeit mehrmals Geld, das sich dieser von Banaji leihen muss.
Um Finanzierungsschwierigkeiten in Bezug auf Adams Straßenbauprojekt zu beseitigen, schlägt Massey in guter Absicht die Manipulation der Buchhaltung vor. Es ist ihm nicht verständlich, dass Adam davon nichts hören will. Bei einer Buchprüfung durch Hawksbee während einer zweimonatigen Abwesenheit Adams fallen Masseys gefälschte Kontierungen auf und er verliert seinen Job, obgleich er sich persönlich nicht bereichert hat. Er muss Frau und Kind als Straßenverkäufern durchbringen.
Nachdem Adam mit seiner neuen Frau wieder zurück ist, geraten die Arbeiten am Straßenbau während der Erntezeit wegen Mangel an Arbeitskräften in Verzögerung. Der bevorstehende Monsun bedroht das unvollendete Projekt zusätzlich. Massey, der von Adams Rückkehr erfahren hat, dient sich ihm wieder an und bietet seine Unterstützung bei der Mobilisierung von Arbeitskräften an. Wo Adam vergeblich versucht hat, die Dörfler zu engagieren, gelingt es Massey mittels Erpressung. Den Dorfvorstehern suggeriert er, dass ihre Dörfer von der Nutzung der Straße ausgeschlossen seien, so dass diese doch noch ausreichend Arbeitskräfte zur Verfügung stellen. Bei der Eröffnung der Straße stellt sich aber heraus, dass Massey auch eine illegale Straßennutzungsgebühr zur Finanzierung erhoben und darüber Buch geführt hat. Adam ist von Massey enttäuscht und verweigert ihm die beabsichtigte Wiedereinstellung in den Kolonialdienst. Massey glaubt an die Ehrenhaftigkeit seines Tuns sieht sich zu Unrecht als Betrüger hingestellt.
Zuhause sieht er, dass ihm die Frau davongelaufen ist. Zu wiederholten Mal sucht er finanzielle Hilfe bei Banaji, um seine Frau von ihrer Familie zurückzuholen. Dieser verweigert ihn das Geld und Massey erschlägt ihn in seiner verzweifelten Wut. Er wird wegen Mordes verhaftet. Adam will ihm helfen und legt ihm nahe den Totschlag als Unfall im Streit zu deklarieren, doch Massey versteht die „goldene Brücke“ nicht. Er beharrt darauf die Kontrolle verloren zu haben. Seine Naivität lässt ihn bis zuletzt hoffen, Adam möge ihm helfen, ihm notfalls den Gnadenschuss geben. Doch Francis Massey wurde im Zentralgefängnis von Hoshangabad am 5. November 1931 gehängt.

## Hintergrund
Pradip Krishen ließ sich für die Geschichte von Joyce Carys Afrika-Roman Mister Johnson inspirieren. Die Dialoge verfasste er zusammen mit Raghuvir Yadav. Massey Sahib war Yadavs Filmdebüt, ebenso das von Arundhati Roy. Die Dreharbeiten fanden fast am Ort des Handlungsgeschehens in und um Pachmarhi in Madhya Pradesh statt.

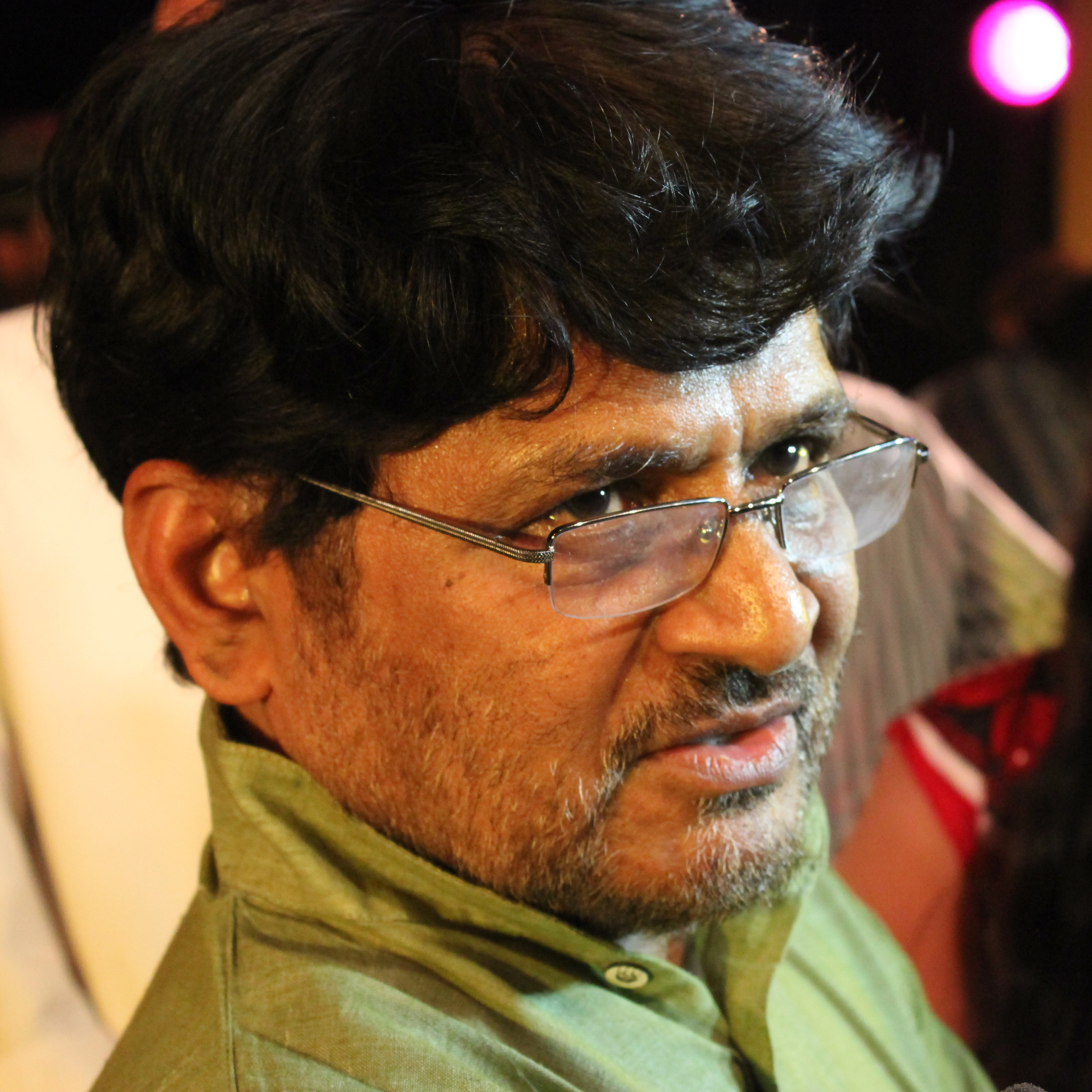
Raghuvir Yadav

## Kritik
Krishens Spielfilmdebüt zeigt viele handwerkliche Unzulänglichkeiten, aber Yadavs ausgezeichnete schauspielerische Leistung begründete sein Leinwandimage, das er seitdem pflegt.

## Auszeichnungen
Raghuvir Yadav wurde für seine Rolle des Francis Massey mit dem FIPRESCI-Preis für den besten Darsteller auf dem Filmfestival Venedig 1986 und mit dem Silver Peacock für den besten Darsteller auf dem International Film Festival of India 1987 ausgezeichnet. Pradip Krishen erhielt den Indian Director’s Association Award 1987 für den besten Regisseur.